# Madonna Cook
La Madonna Cook è un dipinto a tempera e oro su tavola (129,5x54,4 cm) di Carlo Crivelli, datato 1470 e conservato nella National Gallery of Art di Washington. Era lo scomparto centrale del Polittico di Porto San Giorgio.

## Storia
La tavola venne riconosciuta come scomparto centrale del polittico da Roberto Longhi nel 1946. Era stato commissionato nel 1469/1470 da Giorgio, albanese emigrato in Italia pochi anni prima e capostipite della nobile famiglia Salvadori, che possedette il polittico per secoli.
Nel 1803 la vecchia parrocchiale di Porto San Giorgio fu demolita e il polittico trasferito nel chiesa del Suffragio, sede provvisoria delle attività liturgiche. Nel 1832 il dipinto era conservato in casa Salvadori, nell'attesa che la nuova chiesa fosse terminata; qui lo vide e lo descrisse il Maggiori e pochi anni dopo (1834) Amico Ricci lo ricordò già nella nuova parrocchiale, anche se già mutilo di alcune tavole del registro superiore. Poco dopo sull'altare venne posta una statua di San Giorgio e i pannelli restanti del polittico vennero restituiti alla famiglia. L'anno successivo, nel 1835, l'opera era già stata trasportata a Roma e, ormai smembrata, fu venduta da Luigi Salvadori Paleotti al collezionista dell'ambasciata portoghese Hudson per 90 scudi. Il priore del Comune di Porto San Giorgio però, che evidentemente rivendicava la proprietà del polittico, avviò una controversia col Salvadori contestando l'atto di vendita, che si risolse con un nuovo pagamento, questa volta di trecento scudi: è evidente come il lavoro artistico fosse visto esclusivamente come bene di scambio con cui battere cassa, senza alcun interesse per la sua salvaguardia. Passato nella collezione Ward (poi Dudley), venne qui visto da Waagen e fu poi esposto nell'Egyptian Hall a Londra, dove lo videro Crowe e Cavalcaselle. Nel 1876 alla vendita della collezione Dudley a Londra fu acquistato da Martin Colnaghi e quindi disperso in varie raccolte.
La Madonna Cook finì nella collezione Cook di Richmond, da cui prese il nome. Nel 1944 fu nella collezione Kress e da questa nel museo statunitense (1952). Fu restaurata da Pichetto nel 1938 e nel 1945, da Modestini nel 1959.
Il polittico venne temporaneamente riunito alla mostra monografica sull'artista a Venezia nel 1961.

## Descrizione e stile

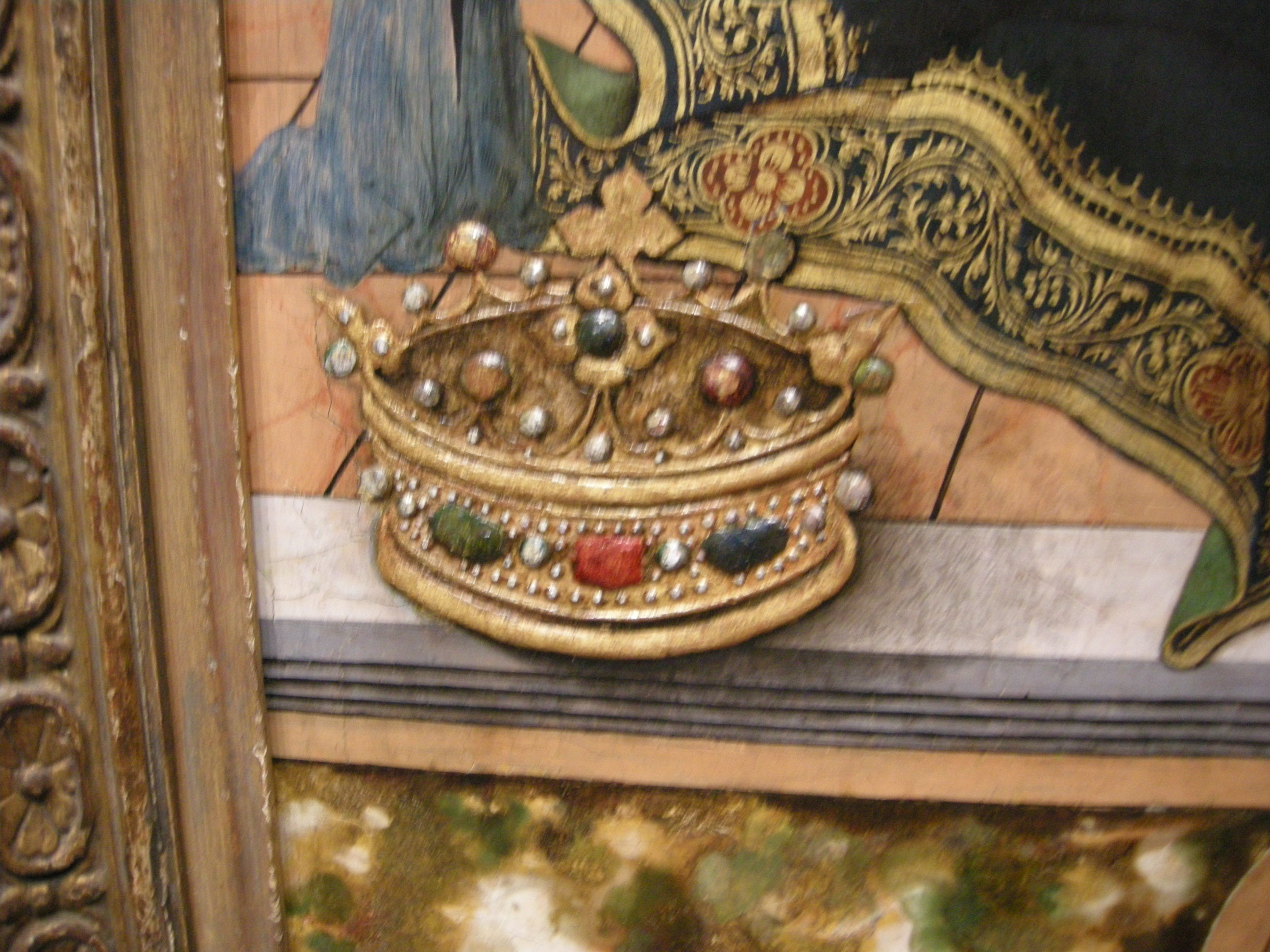
La corona a rilievo

La Madonna col Bambino è in maestà, cioè in trono. Si tratta di un monumentale scranno di pietra, dalle forme rinascimentali derivate dalla cultura padovana, con una calotta emisferica sulla cimasa, a mo' di nicchietta, circondata da volute e rappresentazioni stilizzate di delfini in pietra. Sulla cornice corre l'iscrizione "MEMENTO MEI · MATER DEI · REGINA CELI · LETARE", tratte dal salmo del giorno pasquale e allusive alla premonizione destino sacrificale di Gesù. Dietro la testa di Maria pende un ramo fogliato con succose mele, che ricorda un festone, il più tipico elemento decorativo della scuola degli squarcioneschi. I braccioli di forma zoomorfa ricordano altre opere di derivazione padovana, come la Calliope di Cosmè Tura (1460). In basso, sul gradino, sta appoggiata la corona di Maria, a rilievo in pastiglia, e si trova una conchiglia dipinta, attributo mariano che la identificava con la nuova Venere.
Qui si trova anche il donatore, inginocchiato e piccolissimo, ma ben individualizzato nella fisionomia.
La figura di Maria è più dolce di quella solitamente presente nei lavori degli squarcioneschi, per l'influenza di Filippo Lippi, che Crivelli dovette ammirare a Padova. Essa reclina dolcemente il capo verso il Bambino, in piedi sulle sue ginocchia, e tiene con due dita la grossa mela con cui il Bambino giocherella, allusione al frutto del peccato originale. La sintesi coloristica del grande manto blu è interrotta dall'aprirsi sul petto di una smagliante veste, decorata da ricami e damascature dorate, oltre che da perle rese a rilievo con la tecnica della pastiglia in gesso, un retaggio del mondo tardogotico. Il Bambino, che ha una fisionomia frequente anche in altre opere dell'artista, si erge con una posa di elegante contrapposto. Ai fiorentini rimanda anche il delicato effetto di trasparenza della seta nelle maniche del vestitino.
Il fondo oro, a cui l'artista non rinunciò quasi mai, è interrotto al centro da un drappo rosso, che esalta le figure principali. Il pavimento presenta una griglia prospettica, che fu ispirata dall'artista probabilmente dalla visione ad Urbino delle opere di Paolo Uccello.
La mancanza della resa atmosferica (la scena appare come "sotto vuoto", dove non circola l'aria) è ripagata dalla sottilissima modellazione di luci e ombre, derivante dalla diretta osservazione della natura e che dà all'insieme un effetto di splendore metallico.